# Agence France Entrepreneur
 (décembre 2015).
Si vous disposez d'ouvrages ou d'articles de référence ou si vous connaissez des sites web de qualité traitant du thème abordé ici, merci de compléter l'article en donnant les références utiles à sa vérifiabilité et en les liant à la section « Notes et références ».
Pour les articles homonymes, voir AFE et APCE.
L’Agence France Entrepreneur (AFE) anciennement l'Agence Pour la Création d’Entreprises (APCE) est une association française, créée en 1996 à l'initiative des pouvoirs publics.

## Historique
Le 13 avril 2016, l'Agence pour la création d’entreprises (APCE) devient l'Agence France Entrepreneur et est présidée par Mohed Altrad à la suite du troisième comité interministériel à l’égalité et à la citoyenneté tenu à Vaulx-en-Velin. L'État s'était désengagé du financement de l'APCE, association créée en 1979, et souhaitait une structure ouverte à d'autres organismes.
La nouvelle agence a pour membres fondateurs, l'État, la Caisse des dépôts et consignations, l'Association des Régions de France, le Conseil supérieur de l'Ordre des experts-comptables, la Chambre de commerce et d'industrie (CCI France) et la Chambres des métiers et de l'artisanat.
Le 1er janvier 2019, l'ensemble des missions et des moyens de l'Agence France Entrepreneur sont transférés à Bpifrance création.

## Missions
- Assurer la diffusion de l’esprit d’entreprise en France,
- Informer les entrepreneurs et assister les professionnels dans leurs missions,
- Observer et analyser la création d’entreprise dans le but de déterminer les actions susceptibles d’en améliorer les causes et les effets.

## Moyens
Si l’AFE n’est pas l’interlocuteur direct de l’entrepreneur dans le processus de la création, elle reste une source d’information permanente à sa disposition. Au travers de ses éditions et de son site internet, l’AFE assure l’orientation et les premières informations nécessaires aux porteurs de projets.
Le site internet de l’AFE contient plus de 20 000 pages en accès gratuit dont des statuts types de société. L'AFE met gratuitement à la disposition des internautes la possibilité de monter son projet en ligne, des forums et de participer à des chats (messagerie instantanée), de solliciter des banques et des assureurs pour un rendez-vous. En juillet 2010, elle lance une base de données de repreneurs d'entreprise. L'AFE diffuse également de l'information par le biais d'une lettre hebdomadaire. On y trouve aussi sur son site des fiches par pays qui indiquent comment créer son entreprise dans d’autres pays. Enfin, une partie observatoire au sein de la partie « Professionnel décideur » donne de nombreuses informations chiffrées sur la création d’entreprise.
L’AFE propose du contenu syndiqué agréé, sur le thème l'auto-entrepreneur aux membres du comité Synergie Réseaux élargi (réseaux nationaux de la création d'entreprise en France.

## Éditions
L'AFE édite des fiches professionnelles téléchargeables au format pdf qui permettent de se faire une idée du marché potentiel sur une activité.

## Chronologie des présidents
- 2012-2014 : Frédérique Clavel
- 2014-2016 : Dominique Restino
- 2016-2017 : Mohed Altrad